# Eupterote contrastica
Eupterote contrastica är en fjärilsart som beskrevs av Felix Bryk 1944. Eupterote contrastica ingår i släktet Eupterote och familjen Eupterotidae. Inga underarter finns listade i Catalogue of Life.